# Північний морський шлях
Північний морський шлях (ПМШ) -  (до початку 20-го століття— Північно-Східний прохід)— головна судноплавна магістраль Росії в Арктиці, іноді розглядається як міжнародний морський шлях від Норвегії до Японії. Проходить по морях Північного Льодовитого океану, поєднуючи порти європейських та азійських російських берегів. Довжина від Карських Воріт до бухти Провидіння— 5600 км.
Північний морський шлях обслуговує порти Арктики й великих сибірських річок (ввезення палива, устаткування, продовольства; вивезення лісу). Основні порти: Ігарка, Дудинка, Діксон, Тіксі, Певек. Тривалість навігації 2—4 місяці (на окремих ділянках довше за допомогою криголамів).
Уперше шлях пройдений з заходу на схід (з однією зимівкою в дорозі) в 1878—1879 роках шведською експедицією А. Е. Норденшельда на парусно-паровій звіробойній шхуні «Вега». Вперше за одну навігацію цим маршрутом у 1932 році пройшла радянська експедиція О.Ю.Шмідта на криголамному пароплаві «Сібіряков». Свого часу, ще у далеких 1860—1870-х роках, шлях до цього Північного проходу шукав дослідник, мандрівник Джеймс Кук.
Уперше Північним морським шляхом в обох напрямках удалося пройти в 1939 році радянському криголаму «И. Сталин» із Мурманська в Анадирську затоку Берингового моря й назад.
Нині на Північному морському шляху працюють криголами «50 лет Победы» (експлуатацію буде завершено 2039 року), «Ямал» (до 2030 року), «Вайгач» (до 2026 року), «Таймыр» (до 2027 року) та атомний ліхтеровоз «Севморпуть» (до 2023 року). За підсумками 2017 року показники зайнятості цих криголамів склали 278 діб.
У майбутньому замість чотирьох діючих криголамів («Таймыр», «Вайгач», «Ямал», «50 лет Победы») підприємство «Атомфлот» спільно з «Росатомом» планують збудувати чотири криголами класу ЛК-40 потужністю 40 МВт та три криголами «Лідер», що зможуть пробивати кригу завтовшки до 4,3м та мають забезпечити можливість цілорічної навігації.

## Сучасний розвиток Північного морського шляху
Сьогодні крига Північного Льодовитого океану тане з небувалою швидкістю. Через це кожного літа великі простори океану стають судноплавними. Кораблі можуть уникати мілководь вздовж берегів Росії і плавати прямим маршрутом між Атлантичним і Тихим океанами. 
Транспортування вуглеводневої та іншої продукції на ринки Азії та Європи по трасі ПМШ може бути реальною альтернативою існуючим транспортним зв'язкам між країнами Атлантичного та Тихоокеанського басейнів через Суецький та Панамський канали. Вона забезпечує виграш у часі: наприклад, відстань від порту Мурманськ до портів Японії через Північний морський шлях становить близько 6 тис. миль, а через Суецький канал – понад 12 тис. миль, відповідно, тривалість транзиту становить залежно від метеоумов та льодових обставин, орієнтовно 18 та 37 днів
У 2018 році Уряд РФ наділив Держкорпорацію «Росатом» повноваженнями інфраструктурного оператора Північного морського шляху. У грудні 2019 року Урядом РФ затверджено План розвитку інфраструктури ПМШ до 2035 року, розроблений Росатомом. 
З того часу забезпеченням безпеки мореплавства та стабільної навігації, у тому числі і транзитної, Північним морським шляхом займається Росатомфлот (підприємство Держкорпорації «Росатом»).
У 2020 році вантажообіг Північним морським шляхом склав 32,97 млн. тонн, що майже на 1,5 млн. тонн більше, ніж у 2019 році (31,5 млн. тонн, дані ФДБУ «Адміністрація СМП», підвідомчого Росморрічфлоту Міністерства транспорту РФ). 